# Abadilah
Abadilah (en árabe: العبادلة‎, romanizado: Al Abādlah) es una pequeña ciudad en el emirato de Fuyaira, Emiratos Árabes Unidos, situada a orillas del curso medio del Wadi Abadilah.

## Toponimia
Nombres alternativos: Abadilah, Al Abadilah, ‘Abādilah, ‘Abadilah, Al Abādlah. 
Los nombres del pueblo del pueblo o ciudad de Abadilah y otros topónimos de la zona, quedaron registrados en la documentación y mapas elaborados entre 1950 y 1960 por el arabista, cartógrafo, militar y diplomático británico Julian F. Walker, durante los trabajos efectuados para el establecimiento de fronteras entre los entonces denominados Estados de la Tregua, completados posteriormente por el Ministerio de Defensa del Reino Unido, en mapas a escala 1:100.000 publicados en 1971.

## Población
El área próxima al pueblo de Abadilah estuvo habitada principalmente por las tribus Sharqiyin  y Abadilah (confederaciones tribales Ghafiriyah e Hinawiyah.